# Mellanfreden
Mellanfreden är tiden mellan vinterkriget och fortsättningskriget i Finlands historia, det vill säga 13 mars 1940 till 25 juni 1941. Mellanfreden började i och med slutet av Moskvafreden och slutade då fortsättningskriget började.
Mellanfreden bör inte blandas ihop med Mellanfreden i Moskva 1944, som avslutade fortsättningskriget.

## Orsaken till namnet
Freden i Moskva ansågs i Finland vara mycket orättvis då Finland hade mist cirka 12 % av sin areal till Sovjetunionen. Mellanfredstiden präglades av förtryck från sovjetisk sida och under sommaren 1940 började man få tips från Tyskland att Finland inte behövde ge vika som de baltiska staterna gjorde, utan skulle njuta Tysklands stöd. Dessa tips ledde till en revanschanda i Finland med hopp om att kunna återerövra de förlorade territorierna. Trots namnet var Moskvafreden ett verkligt fredsfördrag "för evigt", trots att både Finland och Sovjet ansåg att freden inte skulle bli långvarig. Finland demobiliserade inte sin armé förutom i nödvändig utsträckning, då bl.a. jordbruket behövde männen för att så och skörda. Dessutom började Finland hastigt bygga en ny stark försvarslinje, Salpalinjen längs den nya östgränsen. Sovjetunionen däremot såg freden bara som ett tvång för att säkra sig att England och Frankrike inte skulle skicka sina trupper till Finland, och planerade ockupera landet med mindre förtryck och tvång i stället, vilket verkställdes i Baltikum under sommaren 1940.